# Гарбей, Роландо
Рола́ндо Гарбе́й (исп. Rolando Garbey; 19 ноября 1947, Сантьяго-де-Куба, Орьенте — 16 декабря 2023, Гавана) — кубинский боксёр средней весовой категории, выступал за сборную Кубы в конце 1960-х — середине 1970-х годов. Участник трёх летних Олимпийских игр, обладатель серебряной и бронзовой олимпийских медалей, чемпион мира, трёхкратный чемпион Панамериканских игр, победитель многих международных турниров и национальных первенств. Также известен как тренер по боксу.

## Биография
Роландо Гарбей родился 19 ноября 1947 года в городе Сантьяго-де-Куба. Первого серьёзного успеха на ринге добился в 1967 году, когда выиграл Панамериканские игры в Виннипеге — благодаря этой победе попал в основной состав национальной сборной. Год спустя удостоился права защищать честь страны на летних Олимпийских играх в Мехико, сумел дойти здесь до финала, но в решающем матче со счётом 0:5 уступил советскому боксёру Борису Лагутину. Затем последовала победа на чемпионате Центральной Америки и Карибского бассейна, а в 1971 году на соревнованиях в Кали Гарбей во второй раз стал чемпионом Панамериканских игр.
В 1972 году Гарбей ездил на Олимпиаду в Мюнхен, где сумел дойти только до стадии четвертьфиналов, проиграв со счётом 1:4 поляку Веславу Рудковскому. Два года спустя побывал на впервые проведённом чемпионате мира в Гаване и выиграл там золотую медаль, победив всех своих соперников в средней весовой категории. На Панамериканских играх 1975 года в третий раз взошёл на верхнюю ступень пьедестала.
Оставаясь в числе лидеров сборной Кубы, в 1976 году Роландо Гарбей прошёл квалификацию на Олимпийские игры в Монреаль — привёз отсюда медаль бронзового достоинства (в полуфинале со счётом 1:4 уступил югославу Тадия Качару). Вскоре после окончания этих соревнований Гарбей принял решение покинуть сборную и завершил карьеру спортсмена. Позже весьма успешно работал тренером по боксу, в частности, один из его учеников, Гильермо Ригондо, стал двукратным олимпийским чемпионом и чемпионом мира среди профессионалов.